# Preisschiene

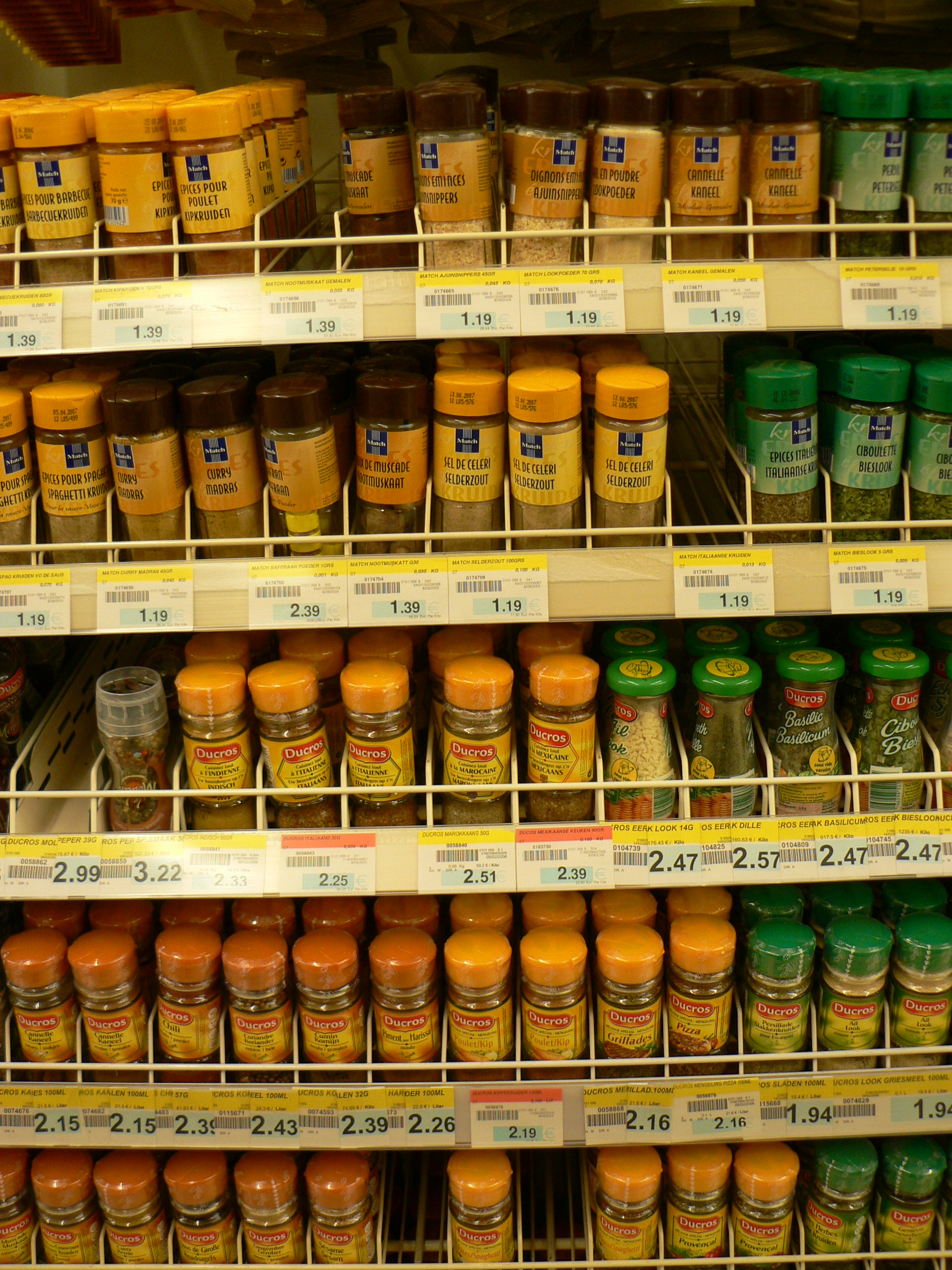
Preisschienen an einem Supermarktregal für Gewürze

Als Preisschiene (auch Scannerleiste oder Scannerschiene) bezeichnet man im Einzelhandel eine vorgefertigte Schiene für die flexible Aufnahme von Preisetiketten oder Wareninformationen. Sie kann an den Regalboden eines Warenträgers gesteckt oder geklebt werden. Preisetiketten oder vorgefertigte Einsteckschilder können mit Hilfe der Preisschiene schnell gewechselt werden. Preisschienen werden im Ladenbau in unterschiedlichen Formaten eingesetzt, um Produkte mit Informationen zu versehen, die für den Kaufprozess von Bedeutung sind.